# Žarnovica
Žarnovica er en by i det centralige Slovakiet. Byen ligger i regionen Banská Bystrica. Den ligger kun 160 kilometer fra den slovakiske hovedstad  Bratislava. Byen har et areal på 30,40 km² og en befolkning på 5.830(2021) indbyggere.

## Eksterne links
- Officiel hjemmeside

- Wikimedia Commons har flere filer relateret til Žarnovica